# Föderation deutschsprachiger Architektursammlungen
Die Föderation deutschsprachiger Architektursammlungen hat sich am 19. Juni 1997 im Deutschen Architekturmuseum in Frankfurt am Main gegründet, bis zu ihrer übernationalen Ausrichtung seit 2016 führte sie den Namen Föderation deutscher Architektursammlungen.
Sie ist ein Zusammenschluss von Institutionen in Deutschland, Österreich und der Schweiz, die Zeugnisse zur Architektur sammeln, bewahren und ausstellen. Aufgabe der Föderation ist, die Baukultur und deren regionale Vielfalt im deutschsprachigen Raum zu fördern und ins öffentliche Bewusstsein zu rücken. Daneben dient der Zusammenschluss dazu, sich über Archivbestände zur Architekturgeschichte auszutauschen, Forschungsprojekte zu initiieren und Ausstellungen und Veröffentlichungen zu erarbeiten.
In Zusammenarbeit mit dem Institut für Auslandsbeziehungen (ifa) erstellte die Föderation aus den Beständen ihrer Mitgliedseinrichtungen die von Hartmut Frank und Simone Hain kuratierte Wanderausstellung Zwei deutsche Architekturen 1949–1989, die seit 2004 in zahlreichen Städten weltweit gezeigt wurde, zuletzt 2017/18 in der Technischen Universität Berlin.
Die Föderation ist die deutschsprachige Sektion der „International Confederation of Architectural Museums“ (ICAM), des Weltverbands der Architekturmuseen.
Seit 1999 war Eva-Maria Barkhofen (Berlinische Galerie, dann Akademie der Künste) Sprecherin der Föderation, als deren Nachfolger 2019 Hans-Dieter Nägelke (Architekturmuseum TU Berlin) zum Sprecher gewählt wurde. Stellvertretende Sprecher sind seit demselben Jahr Christian Benedik (Albertina Wien) und Kai Drewes (IRS Erkner).

## Mitgliederinstitutionen
- Archiv für Architektur und Ingenieurbaukunst Schleswig-Holstein (AAI), Kiel
- Architekturmuseum der Technischen Universität Berlin
- Architekturmuseum der Technischen Universität München
- Architektursammlungen der Albertina Wien
- Architektursammlung der Berlinischen Galerie
- Architekturzentrum Wien
- Archiv der Moderne, Bauhaus-Universität Weimar
- Archiv der Stiftung Sächsischer Architekten, Dresden[4]
- Archiv für Bau.Kunst.Geschichte der Universität Innsbruck
- Baukunstarchiv der Akademie der Künste, Berlin
- Baukunstarchiv NRW, Dortmund
- Bauhaus-Archiv, Museum für Gestaltung, Berlin
- Deutsches Architekturmuseum, Frankfurt am Main
- Deutsches Kunstarchiv im Germanischen Nationalmuseum, Nürnberg
- gta Archiv der ETH Zürich
- Hamburgisches Architekturarchiv, Hamburg
- Historisches Archiv der Stadt Köln
- Kunstbibliothek der Staatlichen Museen zu Berlin, Sammlung Architektur
- Kupferstichkabinett der Akademie der Bildenden Künste, Wien
- Landesamt für Denkmalpflege Sachsen, Sammlungen
- Landesarchiv Berlin, Kartenabteilung
- Leibniz-Institut für Raumbezogene Sozialforschung (IRS), Wissenschaftliche Sammlungen, Erkner bei Berlin
- Museum für Architektur und Ingenieurkunst NRW (M:AI), Gelsenkirchen
- Müther-Archiv der Hochschule Wismar (künftig Baukunstarchiv Mecklenburg-Vorpommern[5])
- Südwestdeutsches Archiv für Architektur und Ingenieurbau (SAAI), Karlsruhe
- Sammlung für Architektur und Ingenieurbau der Technischen Universität Braunschweig (SAIB)
- Schweizerisches Architekturmuseum (S AM), Basel
- Stadtmuseum Dresden, Architektursammlung
- TIB – Leibniz-Informationszentrum Technik und Naturwissenschaften und Universitätsbibliothek, Hannover
- Tchoban Foundation – Museum für Architekturzeichnung, Berlin
- Ungers Archiv für Architekturwissenschaft (UAA), Köln
- vorarlberg museum (VLM), Bregenz
- Wien Museum